# Jubail
Jubail (àrab: الجبيل, al-Jubayl) és una ciutat de l'Aràbia Saudita a la província Oriental, a la costa del golf Pèrsic, a pocs quilòmetres del turó anomenat Jabal al-Barri. És també anomenada Aynayn al-Jubayl al-Bahrí (nom d'una illa propera) i com Madínat al-Jubayl as-Sinaïyya (Ciutat Industrial de Jubail) i té una població de 222.544 habitants (2004). Fou designada ciutat industrial el 1975 i s'hi van construir petroquímiques, metal·lúrgiques i altres. La Marina saudita hi va establir una base. Té la planta dessaladora més gran del món que produeix el 50% de l'aigua de boca del país. La ciutat disposa d'aeroport.

## Història
S'han descobert restes humanes de fa 7000 anys, corresponents a la civilització de Dilmun. La zona va restar despoblada durant segles fins que fou repoblada per Khuwaylid ibn Abd Allah ibn Darim de la tribu Banu Tamim, abans de l'època musulmana, però el lloc fou abandonat vers el segle viii. Fou repoblada el 1911/1912 pels Bu Aynayn, en concret els germans Sheikh Abdulla Bin Ali Al-Khater, Sheikh Mohammed Bin Ali Al-Khater i Sheikh Ahmed Bin Ali Al-Khater, suposats descendents de Khuwaylid, que venien de Qatar i tenien permís dels otomans. Fou conquerida pels saudites el 1913 i els fou reconeguda pel tractat amb la Gran Bretanya del 1915. La seva importància va disminuir quan la indústria de la perla va entrar en decadència als anys trenta, però al mateix temps el 1933 es van començar les prospeccions petrolieres. El 1960 tenia 4200 habitants. El projecte de ciutat industrial del 1975, el més gran del món a l'època, va convertir Jubail en una gran ciutat.